# Amplitud modulada

Un senyal modulador (la primera) pot transmetre modulant una ona portadora en AM (la segona) o FM (la tercera), entre d'altres.

L'Amplitud Modulada (AM) és el primer tipus de modulació d'amplitud que va aparèixer, i d'aquí el seu nom. Aquest tipus de modulació lineal consisteix bàsicament a fer variar l'amplitud de l'ona portadora en funció de les variacions del senyal modulador, que és la informació que es vol transmetre.

## Representació matemàtica del senyal AM
Si considerem l'ona portadora com:
{\displaystyle A_{o}\cdot \cos(2\pi f_{o}t)}
el senyal modulat en AM respon a l'expressió:
{\displaystyle V_{AM}=A_{o}\cdot (1+m\cdot x(t))\cdot \cos(2\pi f_{o}t)}
On x(t) és el senyal modulador (missatge), m l'índex de modulació, i {\displaystyle V_{AM}} és el senyal modulat en AM.
Bàsicament es tracta de multiplicar el senyal modulador i l'ona portadora, i tornar-hi a sumar l'ona portadora.

## Espectre del senyal AM
Aplicant la transformada de Fourier a l'expressió temporal presentada anteriorment, veiem que l'espectre del senyal AM serà l'espectre del senyal modulador centrat a la freqüència de la portadora, tant positiva com negativa, i dues deltes centrades en fo i -fo. Per tant, l'amplada de banda del senyal AM serà el doble de l'amplada de banda del missatge.

## Potència del senyal AM
La potència d'un senyal AM podem calcular-la fent l'esperança (mitjana) de l'expressió temporal al quadrat.
{\displaystyle P_{AM}={\frac {A_{o}^{2}}{2}}+{\frac {A_{o}^{2}\cdot m^{2}\cdot P_{x}}{2}}}
Podem considerar que el primer terme és la potència utilitzada en la "transmissió de la portadora", i el segon terme és la potència utilitzada en transmetre la informació. Veiem doncs que, des del punt de vista de potència, la modulació AM és poc eficient, la qual cosa influirà negativament en la relació senyal/soroll en recepció.

## Demodulació d'un senyal AM
Hi ha dos tipus de demoduladors per a senyals AM: detector d'envolvent i demodulador coherent.
- DETECTOR D'ENVOLVENT
Hem vist que el senyal AM és poc eficient des del punt de vista de la potència. El principal motiu pel qual s'utilitza aquest tipus de modulació d'amplitud és que es pot demodular mitjançant un detector d'envolvent, un dispositiu senzill i barat.
A l'expressió temporal del senyal AM, observem que l'envolvent respon a l'expressió:
{\displaystyle A_{o}\cdot (1+m\cdot x(t))}
Per tal de poder utilitzar un detector d'envolvent, cal que l'envolvent del senyal tingui sempre valors positius. Per tant, és necessari que el producte {\displaystyle m\cdot x(t)} sigui sempre, per a qualsevol valor de x(t), menor que 1. Per això, l'índex de modulació m ha de ser inferior a 1, i prou petit, segons el valor màxim de x(t), perquè l'envolupant sigui sempre positiva.
A més del detector d'envolvent, serà necessari un supressor de contínua per eliminar la contínua de valor Ao. A la sortida del demodulador obtindrem:
{\displaystyle A_{o}\cdot m\cdot x(t)}
- DEMODULADOR COHERENT
Aquest tipus de modulador es basa en la propietat següent de la funció cosinus:
{\displaystyle \cos ^{2}(\phi )={\frac {1}{2}}+{\frac {\cos(2\phi )}{2}}}
En recepció, es multiplica el senyal AM per un senyal cosinoidal de la mateixa freqüència i mateixa fase que la portadora, i generalment d'amplitud 2 per tal de fer desaparèixer el terme 1/2. En aquesta anàlisi, considerem la fase inicial nul·la.
{\displaystyle A_{o}\cdot (1+m\cdot x(t))\cos(2\pi f_{o}t)\cdot 2\cdot \cos(2\pi f_{o}t)=2\cdot A_{o}\cdot (1+m\cdot x(t))\cdot ({\frac {1}{2}}+{\frac {\cos(4\pi f_{o}t)}{2}})}
I després de passar per un filtre pas baix, i un supressor de contínua, obtenim:
{\displaystyle A_{o}\cdot m\cdot x(t)}
Observem que a la sortida dels dos demoduladors obtenim la mateixa expressió:
{\displaystyle A_{o}\cdot m\cdot x(t)}
Tanmateix, el demodulador coherent és millor pel que fa a la relació senyal-soroll a la sortida del demodulador, ja que, tot i que la relació SNRo/SNRi és la mateixa en ambdós casos, aquesta relació és proporcional al valor de l'índex de modulació, i en el demodulador coherent, m pot ser major que 1.